# 2019年香港學界大罷課
2019年香港學界大罷課是指於2019年6月12日至6月15日、9月2日至9月13日及9月30日（只限中學學界），香港中學生及大學生等學界人士所進行的罷課行動，罷課形式包括舉行公眾集會、校內集會、組成人鏈等，目的是爭取五大訴求。罷課期間，有部分學校校方與罷課學生出現爭執和爆發衝突，亦有警員向部分罷課學生搜身，以及於罷課學校附近巡邏。

## 6月罷課行動
2019年6月11日，香港中文大學、香港科技大學、浸會大學、香港理工大學、香港城市大學、香港教育大學和香港演藝學院學生會舉行聯合記者招待會。7位代表成員呼籲於大專學界於6月12日罷課，以抗議政府修訂逃犯條例及讓出時間參與於6月12日舉行的示威，阻止草案通過。

### 延長罷課
教協於6月12日佔領行動期間表示鑑於現時社會氣氛正急劇惡化，決定宣布發動該周（即6月12至15日）全港罷課。教協亦強調，當時有大批市民於金鐘一帶聚集，故強烈要求警方克制，並強調警方使用過分武力將令市民和政府的關係推進深淵。

## 9月罷課行動

### 背景

#### 中學生發起罷課
8月11日，香港眾志、中學生反修例關注組及青年反修例關注組，宣布組成「中學生罷課籌備平台」，以醞釀9月份全港中學生罷課。並透過網上問卷收集學生對罷課日期、形式的意向，以及為中學生提供自發罷課預備所需的行政、文宣、家校聯繫及資訊整理支援。另外，學生動源、中學時政、青年前線、悉政學揚和學生抗爭力量等組織亦宣布組成「香港學生罷課聯盟」，以籌備罷課事宜，希望藉罷課喚醒中學生對政治觸覺，讓中學生行使公民責任。
8月16日，「中學生罷課籌備平台」發佈問卷結果，顯示接近 2 萬名學生中，有近9成學生支持罷課，有6成多的學生支持「校內集會」或「分區公眾集會」，亦有5成多的學生支持9月2日罷課。並表示考慮於香港島、九龍及新界分別設立集會地點，以及向警方申請不反對通知書，以保障學安全。
8月22日，網民發起「8.22 中學生反修例集會」，於中環愛丁堡廣場舉行，並獲批不反對通知書。集會期間，立法會議員譚文豪、進步教師同盟成員戚本盛等嘉賓曾上台發言，而參與的中學生則進行小組討論及交流意見，並到台上發言及分享。晚上6時，有糾察指有人於中環站出口擺攤募捐，稱收得的款項會交入一個浸大教授的戶口，支援9月2日學生罷課。唯經查證後，當天並沒人發動募捐行動，並報警處理。該名人士最終收拾攤位離去，並批評糾察打壓罷課學生。集會發起人表示當天集會有2,000至3,000人出席，警方則表示高峰時有1,510人參加。
8月30日，香港學生罷課聯盟表示因民陣召集人岑子杰及「光復元朗」遊行申請人鍾健平受襲，故基於人身安全，決定取消9月1日舉辦的添馬公園集會。

#### 大專學界發起罷課
8月22日，多個大學學生會發起於9月2日至13日罷課，並號召9月2日下午3點半在中大百萬大道舉行集會，邀請中學生、大學生、教職員及校友出席。此外，亦會舉辦公民講堂及其他罷課活動，貫徹「罷課不罷學」精神。而港大學生會署理會長黃程鋒表示政府若在9月13日下午8時前未回應五大訴求，不排除將行動升級，如延長罷課和發起罷工、罷市。

### 經過

#### 多間中學學生罷課

##### 皇仁書院
皇仁書院校友及學生戴上口罩、頭盔、眼罩等裝備，與學校門外組成人鏈，並高呼：「五大訴求、缺一不可」、｢沒有暴徒，只有暴政｣等口號，以及高唱校歌。該校學生會及舊生會亦為罷課學生設立了「公民課習課」，邀請了前保安局局長黎慶寧、前財政司司長政治助理羅永聰等人士作為講者和進行分享。

##### 喇沙書院
喇沙書院部分學生於早上上課前在操場默站，亦有校友在校外派傳單聲援。而該校校方以為免嚇到中一新生為由，禁止派發口罩、戴頭盔等，並以壁報版遮擋記者拍攝默站情況。有學生反駁校方說法，相信不少新生了解香港的情況，以及不會嚇到他們。期間，有防暴警察校門外截查一名校友的隨身行李及身分證，其後獲放行和警員離去。警方指有市民看到有人聚集可能有擔憂，強調和平理性和沒有違法便沒問題。該校校方稱沒有報警。教育局局長楊潤雄表示不應視為白色恐怖，警察是依職責維持治安。

##### 英華書院
英華書院有約30名學生在校門外罷課，部分人戴上口罩、頭盔、眼罩等裝備，用紅布將右眼遮住，並拿著「坐下來和我們一起談」的字樣牌及高呼「光復香港、時代革命」表達訴求，亦有20名校友響應和參與罷課。

##### 聖傑靈女子中學
聖傑靈女子中學早上有校友於校門外聚集和派絲帶及口罩，期後有多輛警車到場。聖傑靈女子中學表示絕不鼓勵學生罷課，而該天早上因聲浪太大而被報警投訴，有警員到場登記校友身份證。校方並沒有報警和向在場警員表示沒有對學校滋擾。

##### 孔教學院大成何郭佩珍中學
孔教學院大成何郭佩珍中學罷課學生被校方下令要留在校內演講廳，網上其後流傳疑似是校長梁秋雲的錄音，向學生表示從來沒有自由選擇在哪裏上課或集會，若要自由就不做該校學生。亦提到按照教育局指引，每間學校都要呈交罷課學生的人數名單，並強調每間學校都需要這樣做。
該日下午放學後，有近百名學生、校友及街坊聚集在校門外，要求校長梁秋雲解釋，並高呼「罷課無罪，政治迫害」口號。於下午3時，該校副校長及訓導主任隔著大閘向群眾表示，不會將學生個人資料交給教育局，且罷課期間有觀看一些新聞片段，以及學生有彼此交流，學生也可以去廁所和飲水。下午5時30分，校長梁秋雲願意與學生及校友代表進行閉門會議，並容許該校的反修例關注組以instagram進行聲音直播。會議期間，梁秋雲沒有否認其錄音，並表示學生可以與學校協商，但學校在多方考量下未必答應其要求，且承諾不會追究罷課的同學，唯必須出示家長信及遵守學校的規矩。
晚上時，於校外聚集的人越來越多，期間梁秋雲座駕離開學校時，有示威者設路障阻擋車輛前進，最後其座駕退回學校。期後，有大批防暴警員到場戒備和與市民對峙，曾一度舉起藍旗，警告在場人士有機會被控告參與非法集會。最後群眾陸續散去。

##### 其他
網上流傳伊利沙白中學舊生會中學、趙聿修紀念中學、新界鄉議局元朗區中學、何文田官立中學等中學外有警員截查學生。那些中學皆表示並沒有報警，其中伊利沙白中學舊生會、高主教書院表示有校友在校門外聚集及有警員到場。趙聿修紀念中學、何文田官立中學、香港教育工作者聯會黃楚標中學表示有警員到場。而新界鄉議局元朗區中學表示不清楚是否有警員到場了解。